# John Turek
John Turek (Council Bluffs, 19 febbraio 1983) è un ex cestista statunitense, professionista in Europa.

## Palmarès
- Coppa d'Olanda: 1

Donar Groningen: 2011